# James Hedgcock
James Hedgcock (* 15. November 2001 in Hamilton) ist ein kanadischer Radsportler, der Rennen auf der Bahn und im BMX bestreitet.

## Sportlicher Werdegang
Über James Hedgcock heißt es, er sei mit zwei Jahren auf ein Fahrrad gestiegen und habe seitdem mit dem Fahrradfahren nicht mehr aufgehört, so schrieb 2019 die Lokalzeitung The Hamilton Spectator über ihn. Er begann im Alter von fünf Jahren mit BMX-Rennen und errang über die Jahre in verschiedenen Altersklassen acht nationale Meisterschaften und qualifizierte sich für vier Weltmeisterschaften. Bei den UCI-BMX-Race-Weltmeisterschaften 2018 belegte er bei den Junioren Platz 44, im Jahr darauf wurde er 27. Im Sommer fuhr er Radrennen, und im Winter Eishockey. Das änderte sich, als sein Vater mit ihm zur Radrennbahn von London fuhr, damit er dort im Winter trainieren könne. Stattdessen begann er sich, für den Bahnradsport zu begeistern, obwohl die gefragten Fähigkeiten in beiden Disziplinen unterschiedlich seien.
2019 wurde Hedgcock erstmals kanadischer Meister der Elite auf der Bahn, im Teamsprint mit Je'Land Sydney und Nick Wammes, im Jahr darauf konnten die drei Fahrer diesen Erfolg wiederholen. Seit 2022 trainiert er am National Cycling Institute in Milton. Im selben Jahr wurde er erneut nationaler Meister im Teamsprint (mit Tyler Rorke und Nick Wammes) sowie im Keirin. 2023 gewann er vier nationale Meister, und im selben Jahr holte er drei Medaillen bei den panamerikanischen Bahnmeisterschaften: Gold im Zeitfahren und im Teamsprint, Bronze im Keirin.

## Erfolge

### Bahn
2019
- Kanadischer Meister – Teamsprint (mit Je'Land Sydney und Nick Wammes)

2020
- Kanadischer Meister – Teamsprint (mit Je'Land Sydney und Nick Wammes)

2022
- Panamerikameisterschaft – Teamsprint (mit Ryan Dodyk, Nick Wammes und Tyler Rorke)
- Panamerikameisterschaft – 1000-Meter-Zeitfahren
- Kanadischer Meister – Keirin, Teamsprint (mit Tyler Rorke und Nick Wammes)

2023
- Kanadischer Meister – Sprint, Keirin, 1000-Meter-Zeitfahren, Teamsprint (mit Tyler Rorke und Nick Wammes)[3]
- Panamerikameister – 1000-Meter-Zeitfahren, Teamsprint (mit Tyler Rorke und Nick Wammes)[4][5]
- Panamerikameisterschaft – Keirin
- Panamerikaspielesieger – Teamsprint (mit Tyler Rorke und Nick Wammes)

2024
- Panamerikameisterschaft – Teamsprint (mit Tyler Rorke und Nick Wammes)
- Kanadischer Meister – Sprint, Keirin, 1000-Meter-Zeitfahren

2025
- Kanadischer Meister – Sprint, Keirin, 1000-Meter-Zeitfahren